# Ixylasia semivitreata
Ixylasia semivitreata là một loài bướm đêm thuộc phân họ Arctiinae, họ Erebidae.